# 保罗书信

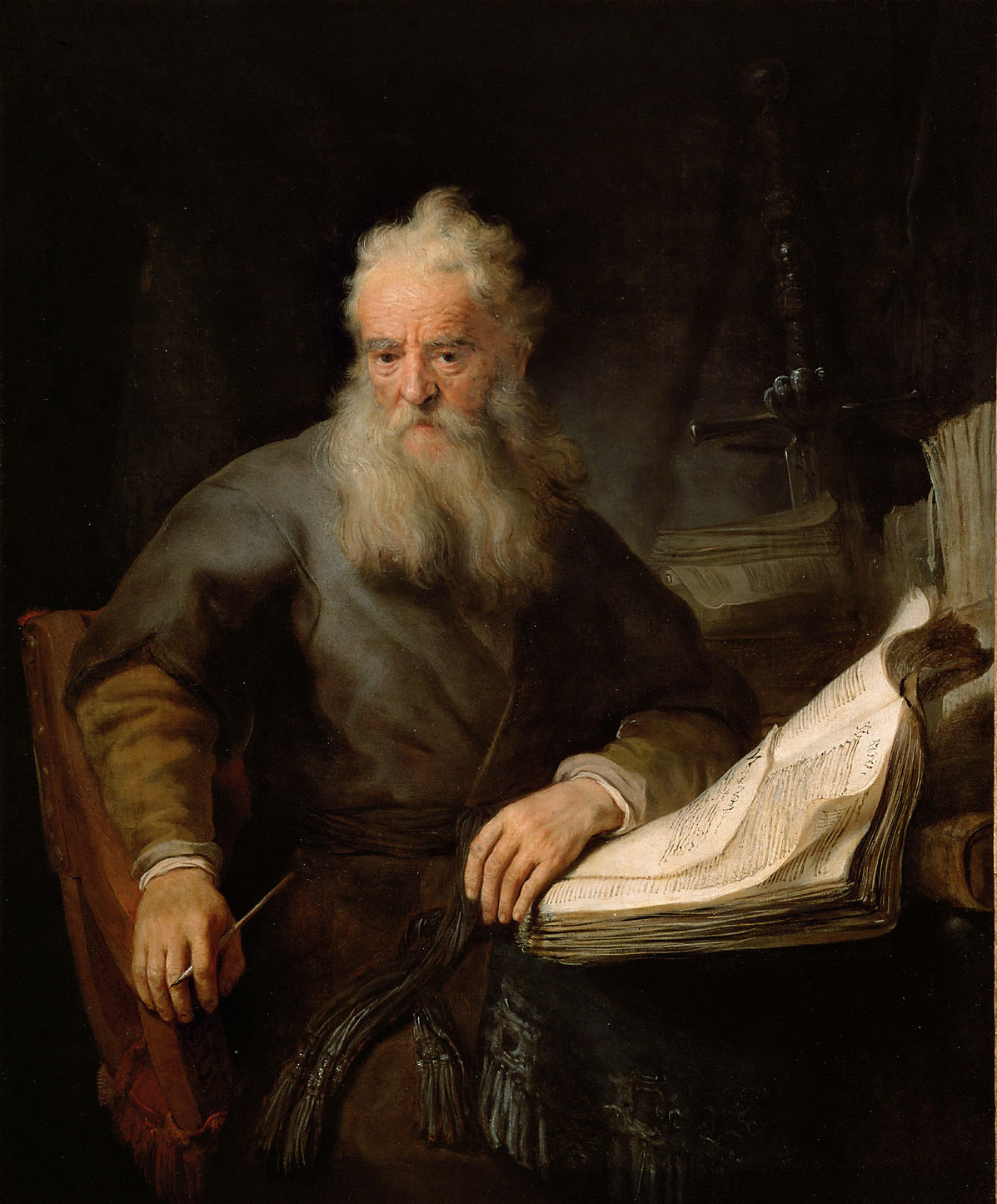
伦勃朗绘制的保罗像

《保罗书信》（希臘語：Ἐπιστολὲς Παύλου），天主教译稱《保祿書信》、東正教譯稱《帕弗羅書信》、唐朝景教譯稱《寶路法王經》，是使徒保羅写给各地教會就各教會內的情況或是對来信询问教义的人的回信，书信中解释了许多有关基督教教义的疑难问题及阐明教理原则，是基督教的重要文件，後在第一次君士坦丁堡公會議中確認為正典而被列入基督教《新约圣经》中。
現今学者多数认为保罗书信中有七篇是保罗创作，三篇《教牧书信》是伪典，另有三篇作者身份有争议。（参见保罗书信作者身份）19世纪，德国学者克里斯提安·鲍尔最早开始质疑《保罗书信》的真实作者，认为其中只有四篇所保罗所作。

## 篇目
“保罗书信”篇目如下：
| 新教汉语译名             | 天主教汉语译名       | 希腊语原名 |
| ------------------------ | -------------------- | ---------- |
| 羅馬書（羅）             | 羅馬人書（羅）       |            |
| 哥林多前書（林前）       | 格林多前書（格前）   |            |
| 哥林多後書（林後）       | 格林多後書（格後）   |            |
| 加拉太書（加）           | 迦拉達書（迦）       |            |
| 以弗所書（弗）           | 厄弗所書（厄）       |            |
| 腓立比書（腓）           | 斐理伯書（斐）       |            |
| 歌羅西書（西）           | 哥羅森書（哥）       |            |
| 帖撒羅尼迦前書（帖前）   | 得撒洛尼前書（得前） |            |
| 帖撒羅尼迦後書（帖後）   | 得撒洛尼後書（得後） |            |
| 提摩太前書（提前）       | 弟茂德前書（弟前）   |            |
| 提摩太後書（提後）       | 弟茂德後書（弟後）   |            |
| 提多書（多）             | 弟鐸書（鐸）         |            |
| 腓利門書（門）           | 費肋孟書（費）       |            |
| 希伯来书（来）（有爭議） | 希伯来书（来）       | （         |

## 作者与写作时间
“保罗书信”中，《以弗所书》、《腓立比书》、《歌罗西书》和《腓利门书》被认为是保罗第一次在罗马坐监期间所写作，故称为监狱书信（Captivity Letters）；而《提摩太前書》、《提摩太後書》和《提多書》的對象是教會牧者，因此亦称为教牧书信（Pastoral Letters）。
而《希伯來書》作者不明，雖有少數古代學者認為乃保羅所著，但近代學者多不採納此說，因其寫作風格與已確認的保羅書信大不相同。大約在1930年發現的切斯特·貝蒂紙莎草紙抄本第2號（P46）中也收錄了《希伯來書》。 這份紙莎草紙抄本僅在保羅死後一百五十年左右便寫成了。 論到這份抄本， 英國校勘學家凱尼恩爵士說： “值得注意的是， 希伯來書放在緊接羅馬書之後的位置（這幾乎是史無前例的），由此表明在這份手抄本寫成的早期日子，沒有人懷疑這封書信的執筆者是保羅。”

## 失傳作品
有數篇保羅書信，現已失傳。
- 《哥林多前書》第5章第9节提到，在《哥林多前書》之前，他已經寫過另一封信給哥林多教會。
- 《哥林多後書》第2章第4节、《哥林多後書》第7章第8-9节，提到給哥林多教會的第三封信。
- 《以弗所書》第3章第3-4节提到，曾寫給以弗所教會另一封信。
- 《歌羅西書》第4章第16节提到給老底嘉教會的書信，部份人士認為是失傳的《老底嘉書》

## 翻譯
保羅書信原文以希臘文寫成，後被翻譯成不同的文字版本。最早的中文譯本出現於中國唐朝的景教，其名稱譯作《寶路法王經》。